# سعد بن عاطف العولقي
سعد بن عاطف العولقي المعروف أيضًا باسم أبو الليث، هو مسلح يمني والأمير الحالي لتنظيم القاعدة في شبه الجزيرة العربية، خلفًا لخالد باطرفي.

## سيرته
وُلِد العولقي في منطقة الشعبة بوادي يصبام بمديرية الصعيد بمحافظة شبوة من قبيلة العولقي إما في عام 1978 أو 1981 أو 1983.
قبل توليه زعامة تنظيم القاعدة في شبه الجزيرة العربية، كان عضواً في مجلس شورى التنظيم في شبه الجزيرة العربية.
بعد وفاة خالد باطرفي، عُيِّن العولقي زعيمًا جديدًا لتنظيم القاعدة في شبه الجزيرة العربية، وأعلنت الخبر مؤسسة الملاحم الإعلامية في 11 مارس 2024، والتي تضمنت بيانًا قرأه أبو خبيب السوداني. قبل أن يتولى العولقي قيادة الجماعة رسميًا، طوال عام 2019 وحتى وفاة باطرفي، كان هو والعولقي يقودان قطاعات متضاربة في تنظيم القاعدة في شبه الجزيرة العربية. وبحسب إدعاء الأمم المتحدة، فإن هذا الصراع كان بسبب كراهية باطرفي لقبائل جنوب اليمن ودعم العولقي لهم.
وقد رصد برنامج الولايات المتحدة، المسمى "مكافآت من أجل العدالة"، مكافأة قدرها 6 ملايين دولار أميركي لمن يدلي بمعلومات تؤدي إلى القبض على العولقي.